# Casa de locuit cu prăvălie a lui Jioltkov (Grigoriopol)
Casa de locuit cu prăvălie a lui Jioltkov este o clădire amplasată pe str. Lenin, 2 în Grigoriopol, Republica Moldova. Este un monument arhitectural de importanță națională inclus în Registrul monumentelor Republicii Moldova ocrotite de stat cu nr. 466 (raionul Grigoriopol). Datează din jum. II a sec. XX.